# Ishikari (zatoka)
Zatoka Ishikari (jap. 石狩湾 Ishikari-wan) – zatoka w zachodniej części wybrzeża wyspy Hokkaido, w Japonii, połączona z Morzem Japońskim.
Obejmuje obszar na południowy wschód od linii prostej łączącej przylądek Shakotan na półwyspie Shakotan z przylądkiem Ofuyu. Zatoka jest stosunkowo płytka, w znacznej części ma mniej niż 100 m głębokości.
W sezonie zimowym, silne wiatry północno-zachodnie powodują, iż wody zatoki są jednym z najbardziej wzburzonych akwenów wokół Hokkaido. Ponadto, niskie ciśnienie nad zatoką Ishikari  
przynosi obfite opady śniegu.
Do zatoki uchodzą m.in. rzeki: Furubira, Yoichi, Ishikari. Miejscowości położone w pobliżu zatoki; Otaru, Shakotan, Furubira, Yoichi

## Galeria

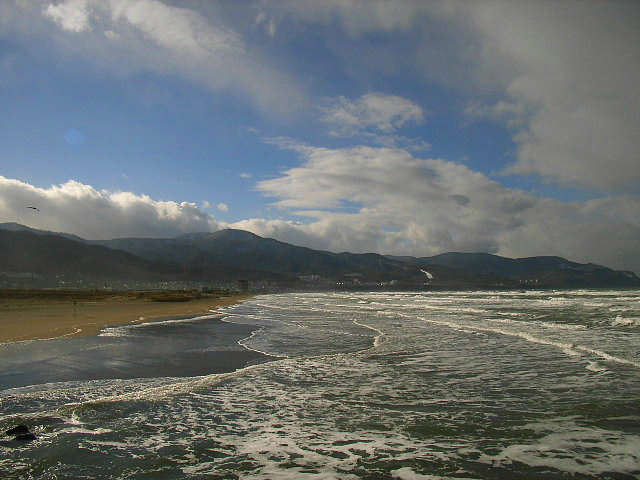
Zachodni brzeg zatoki Ishikari
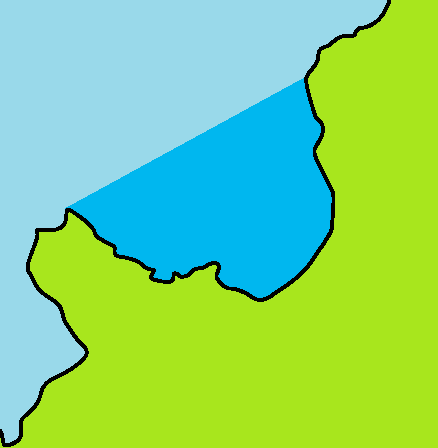
Obszar zatoki Ishikari
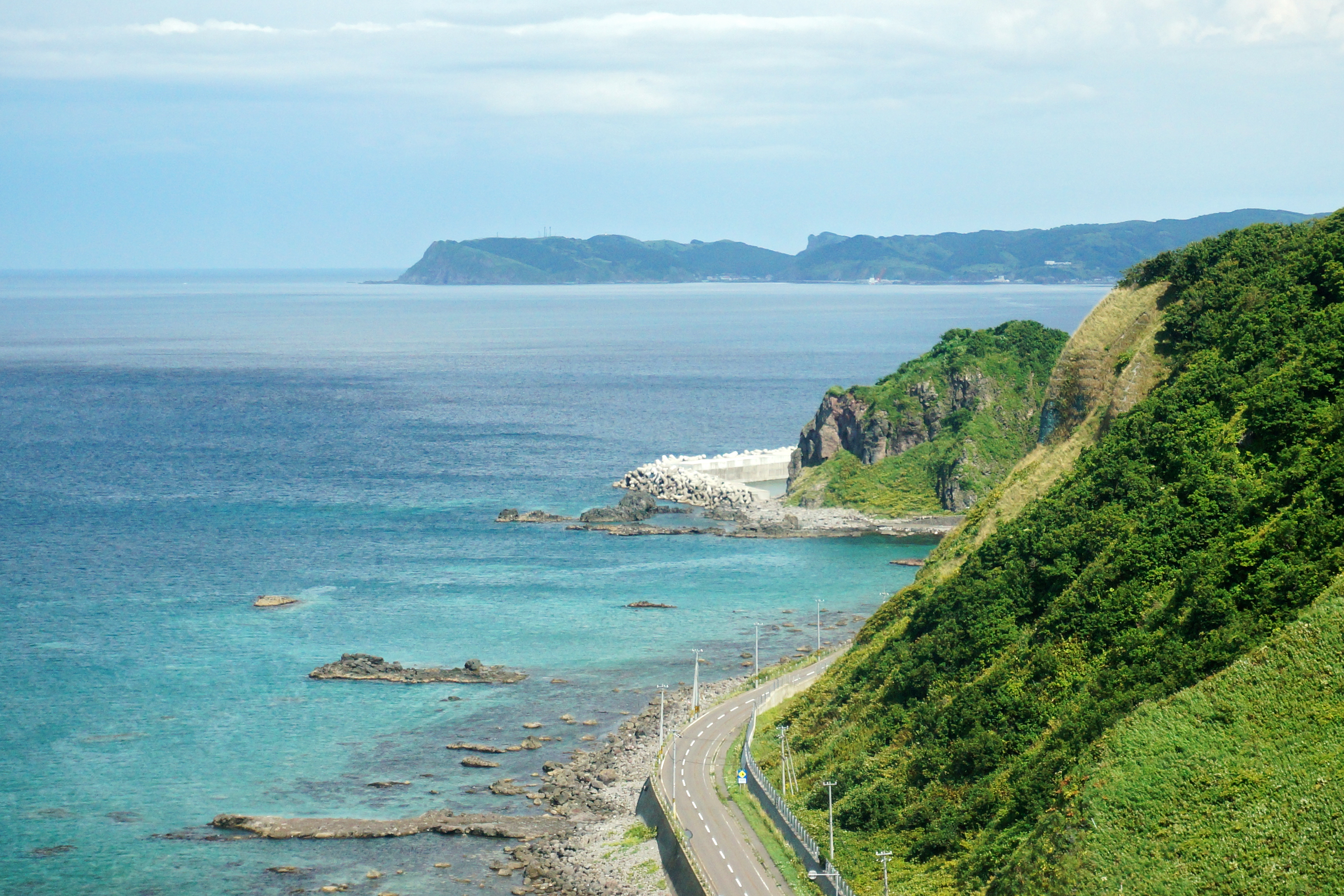
Przylądek Shakotan
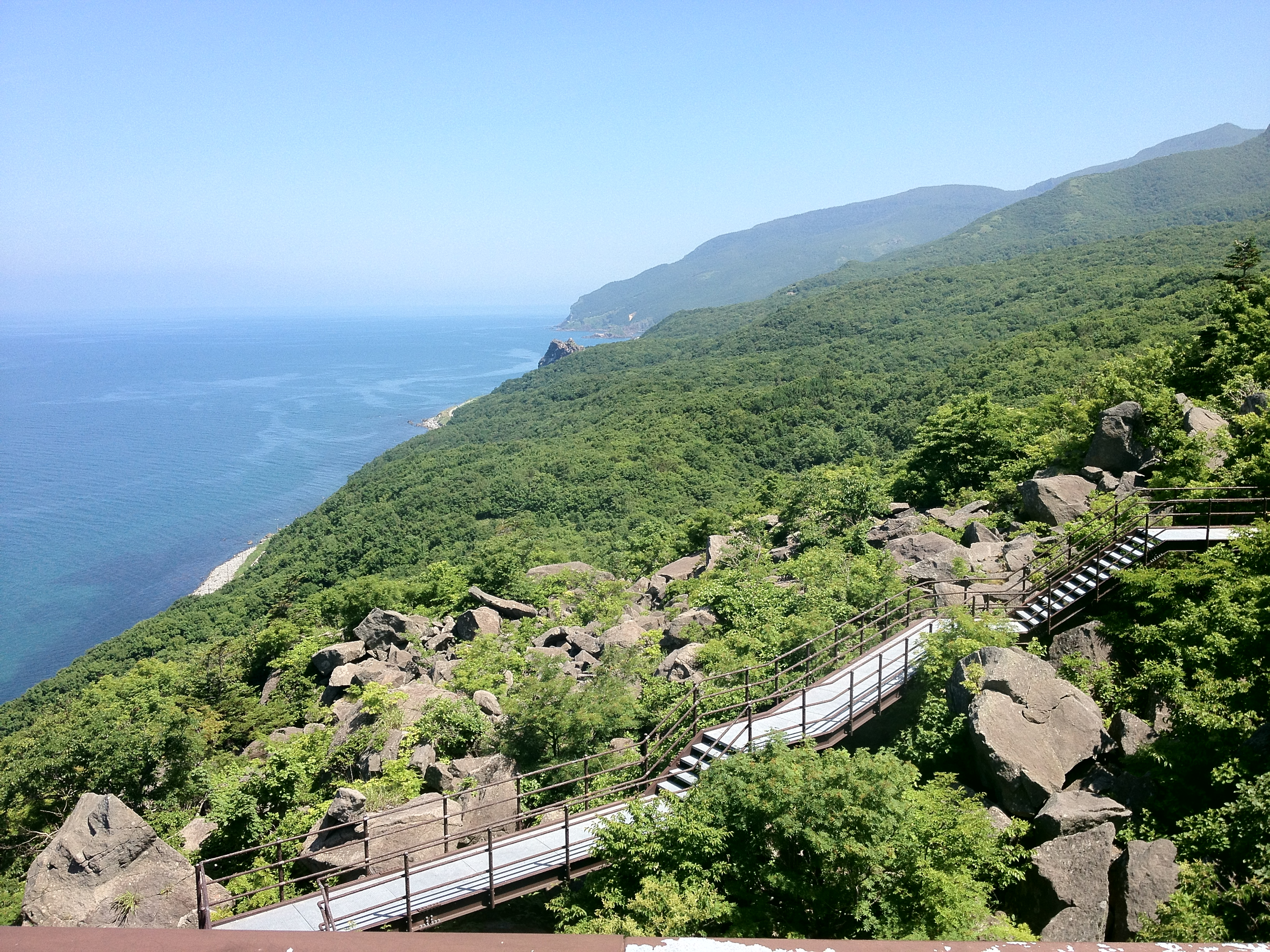
Przylądek Ofuyu